# Середнє (Вовчанський район)
Сере́днє — колишнє село в Україні, у Вовчанському районі Харківської області.

## Історія
Утворений як хутір Ново-Середній, пізніше перейменований на Середній. Входив до складу Котівської сільської ради Білоколодязького району, а після його розформування у 1929 році, Вовчанського району. Хутір знаходився за 2,1 км до села Котівка та за 32 км до Вовчанська. Найближча залізнична станція — Білий Колодязь знаходилася за 10,6 км.
За станом на 1930 рік, у хуторі було 10 господарств і мешкало 47 людей, 25 чоловіків та 22 жінок.
Пізніше хутір отримав статус села і був включений до складу Петропавлівської сільської ради. Село було ліквідоване у 1979-1986 роках, а мешканці переселені.